# František Muzika
František Muzika (né le 26 juin 1900 à Prague – mort le 1er novembre 1974 dans la même ville) est un des plus importants représentants de l’avant-garde artistique en Tchécoslovaquie. Il rejoint le groupe Devětsil en 1921 et le cercle artistique Mánes en 1923.